# TKP
TKP Pensioen B.V. (vaak kortweg aangeduid als TKP) is een Nederlandse pensioenuitvoeringsorganisatie. In 1988 is TKP opgericht als uitvoeringsorganisatie van Stichting Bedrijfspensioenfonds PTT Nederland. In 1998 zijn TPG en KPN gesplitst. Dat verklaart ook de naam TKP: T(PG) K(PN) P(ensioen). Sinds 2003 is TKP onderdeel van Aegon Nederland, dat per 4 juli 2023 samenging met verzekeraar ASR. TKP is sindsdien een zelfstandig onderdeel van a.s.r..
TKP is een van de grootste pensioenuitvoeringsorganisaties, met 17 pensioenuitvoerders en 3,9 miljoen deelnemers. Daarmee is het vergelijkbaar met APG, PGGM en AZL.